# 김광영 (1938년)
김광영(金匡瑩, 1938년 2월 3일 ~ )은 대한민국의 정당인이자 교육자이다.

## 학력
- 순천매산고등학교
- 공군사관학교
- 서울대학교 행정대학원 행정학 석사 졸업

## 경력
- 공군사관학교 사회과학과장
- 공군사관학교 정치학교수
- 광주대학국제문제연구소장
- 광주대학 교수
- 광주대학교 교수협의회 의장

## 역대 선거 결과
|  | 11.21% |

|  | 27.44% |

|  | 6.66% |

|  | 4.09% |

|  | 18.44% |